# Крушчичка буна
Крушчичка буна је буна банатских кметова српске и румунске народности 1808. године у банатском селу Крушчици. Буна је трајала свега један дан (12. јул 1808) и брзо је угушена од стране Аустријанаца.

## Историја
Узроци Крушчичке буне слични су узроцима веће и значајније Тицанове буне у Срему годину дана раније - претерано тлачење сељака-кметова повезано за бунтовним духом који се ширио из Карађорђеве Србије преко оближњег Дунава.
Буна подигнута 12. јула 1808. године у селу Крушчица поред Беле Цркве у јужном Банату. Овај област тада је била у саставу Војне крајине. У побуни су учествовали српски и румунски сељаци. Вође буне били су: ђакон Димитрије Ђорђевић, поручник Тома Стипеће, пензионисани фрајкорски капетан Маријан Јосиповић и пензионисани поручник Пиву Жуманка. Главним коловођом буне се, ипак, месни ђакон Димитрије Ђорђевић, познат по надимку „Поп ђак“.
Вође буне су подбуниле народ лажним писмом Карађорђа, где је он, наводно, тражио да се побуна подигне. Побуна је почела оглашавањем црквених звона на месној цркви у Крушчици, после чега је месни ђакон са придруженим људима кренуо на место где је наводно требало да буде сусрет са Карађорђем. Уместо тога, побуњеници су се ту срели са аустријским одредом, који их је одмах спровео у затвор.
Већина побуњеника је касније помилована, осим вођа буне. Поручник Тома Стипеће је осуђен на смрт 1811. године, а поп Димитрије Ђорђевић је добио доживотну робију.